# 程垓
程垓（？—？），字正伯，号书舟。眉州眉山（今属四川）人。程之才之孫。淳熙十三年（1186年）曾游临安。绍熙三年（1192）杨万里荐以应贤良方正科，沒有成功。作品多寫男女艷情，接近柳永的風格。有《书舟词》。
祖父程之才是蘇東坡的表哥，故程垓是蘇东坡的孫輩，杨慎《词品》卻誤認為東坡的中表，為誤。